# Divadlo (přírodní památka)
Divadlo je skalní útvar, který tvoří spolu s okolními věžemi úzký přerušovaný hřeben ve tvaru podkovy (proto označení skalní divadlo). Útvar je chráněný jako přírodní památka. Nachází se asi tři kilometry jihovýchodně od obce Hamr na Jezeře v okrese Česká Lípa, na území Ralské pahorkatiny, v bývalém vojenském prostoru Ralsko asi 200 metrů jihovýchodně od úbočí Širokého kamene v nadmořské výšce 365 až 394 metrů.

## Popis
Pískovce, které daly amfiteátru vzniknout, jsou staré přibližně 90 milionů let (druhohorní období křídy). Skalní blok obsahuje mnoho zvětralých dutin, říms, výklenků, sloupů a pro Ralskou pahorkatinu typických klád. Klády vznikly průtokem železitých roztoků skrze vrstvy pískovce a pronikáním do okolních vrstev, kde se usazovaly železité sloučeniny, což zajistilo zpevnění pískovce. Na skále je vidět působení eroze vodou, mrazem a větrem, ale také bioeroze vzniklá vykousáním měkkých částí pískovce lesními včelami.
Kolem roste převážně borový les s výskytem bílého jmelí a vřesu, u skal se vyskytují v malé míře i lišejníky a mechy.
Chráněné území s rozlohou 2,45 hektaru je součástí Zákupské pahorkatiny (ta je částí Ralské pahorkatiny). Vyhlášeno bylo českolipským okresním úřadem 20. ledna 1996. Správu zajišťuje ministerstvo životního prostředí.

## Švarcvaldská brána
Hlavní částí celé lokality vzniklé postupným zvětráním pískovců je 10 metrů vysoká skála, ve které je na úpatí skalní oblouk pojmenovaný Švarcvaldská brána, jenž získal jméno podle nedaleké zaniklé vsi Černá novina (německy Schwarzwald). 

## Galerie
- Pohled k Divadlu od rozcestí
- Švarcvaldská brána (od rozcestí)
- Švarcvaldská brána (zadní pohled)
- Železité vrstvy
- Železité trubky
- Železité trubky
- Železité trubky
- Informační cedule na rozcestí